# 赵瑜
趙瑜（1955年—），生於中國山西長治，祖籍河北安平。中國報告文學作家。
1978年開始發表作品，曾任晉東南地區文聯秘書長、《太行文学》副主编。1997年入选世界名人录。1998年5月，趙瑜在《中國作家》雜誌上發表《馬家軍調查》，宣稱馬俊仁的訓練方法偏於簡單粗暴。2007年中國報告文學學會副會長。主要作品有《中国的要害》、《太行山断裂》、《但悲不见九州同》、《强国梦》、《兵败汉城》等，其中《强国梦》、《兵败汉城》、《马家军调查》被稱為「中国体育三部曲」。